# Episodi di Lights Out (prima stagione)
La prima stagione della serie televisiva Lights Out è andata in onda negli Stati Uniti dal 30 giugno 1946 al 13 ottobre 1946 sulla NBC.
| nº | Titolo originale          | Prima TV USA      |
| -- | ------------------------- | ----------------- |
| 1  | First Person Singular     | 30 giugno 1946    |
| 2  | Something in the Wind     | 11 agosto 1946    |
| 3  | De Mortuis                | 1º settembre 1946 |
| 4  | The Brave Man with a Cord | 13 ottobre 1946   |

## First Person Singular
- Diretto da:
- Scritto da:

### Trama
- Interpreti: Eva Condon, Bob Davis, Carl Frank (l'assassino, voce), Harold Grau, Thomas Heaphy, Paul Keyes, Robert P. Lieb, W.O. McWatters, Russell Morrison, Gene O'Donnell, Vaughn Taylor, Mary Wilsey (la moglie), William Woodson (narratore)

## Something in the Wind
- Diretto da:
- Scritto da:

### Trama
- Interpreti: Everett Gammon, Richard Goode (Harry), Mary Alice Moore, James Rafferty, Larry Semon (narratore)

## De Mortuis
- Diretto da:
- Scritto da:

### Trama
- Interpreti: John Loder

## The Brave Man with a Cord
- Diretto da:
- Scritto da:

### Trama
- Interpreti: